# Basílica de la Inmaculada Concepción (Jardín)
La Basílica Menor de la Inmaculada Concepción es una basílica católica colombiana localizada en Jardín (Antioquia), dentro de la Diócesis de Jericó; esta última sufragánea de la Arquidiócesis de Medellín. Se trata de un templo de estilo neogótico al cual le hace falta la bóveda y que ocupa un área de 1680m², construido en su totalidad en piedra labrada a mano extraída de una cantera en la vereda Serranías del municipio. La advocación de la basílica es la Inmaculada Concepción de María.

## Historia
Jardín fue erigida viceparroquia en 1872, y parroquia en 1881, sin embargo, solo hasta el 20 de marzo de 1918 se inició la construcción del actual templo por iniciativa del presbítero Juan Nepomuceno Barrera, quien para tal fin adquirió unas canteras en la vereda Serranías y motivó a los habitantes a transportar las piedras en carros tirados por bueyes. Esta culminó con Ángel José Botero como director. Los planos originales fueron realizados por Giovanni Buscaglione. Si bien la construcción bajo la dirección de Botero culminó en 1940, la iglesia fue inaugurada en 1932, faltándole aún las torres y parte del frontis, los mismos se realizarían entre 1942 y 1949.
En 1979, la población se vio sacudida por un terremoto que no solo afectó a la iglesia, sino también al Parque El Libertador, localizado al frente del templo, y a diversas construcciones en tapia pisada. El parque debió ser reconstruido casi por completo, igualmente, en el caso particular de la iglesia, fue necesario reparar varias puertas y construir dos salidas de emergencia; reformas que fueron aprovechadas para mejorar el sistema de amplificación de sonido. El 3 de junio de 2003 la iglesia fue elevada al rango de basílica menor por decisión del papa Juan Pablo II, convirtiéndose en la vigesimocuarta iglesia colombiana en obtener dicho título.

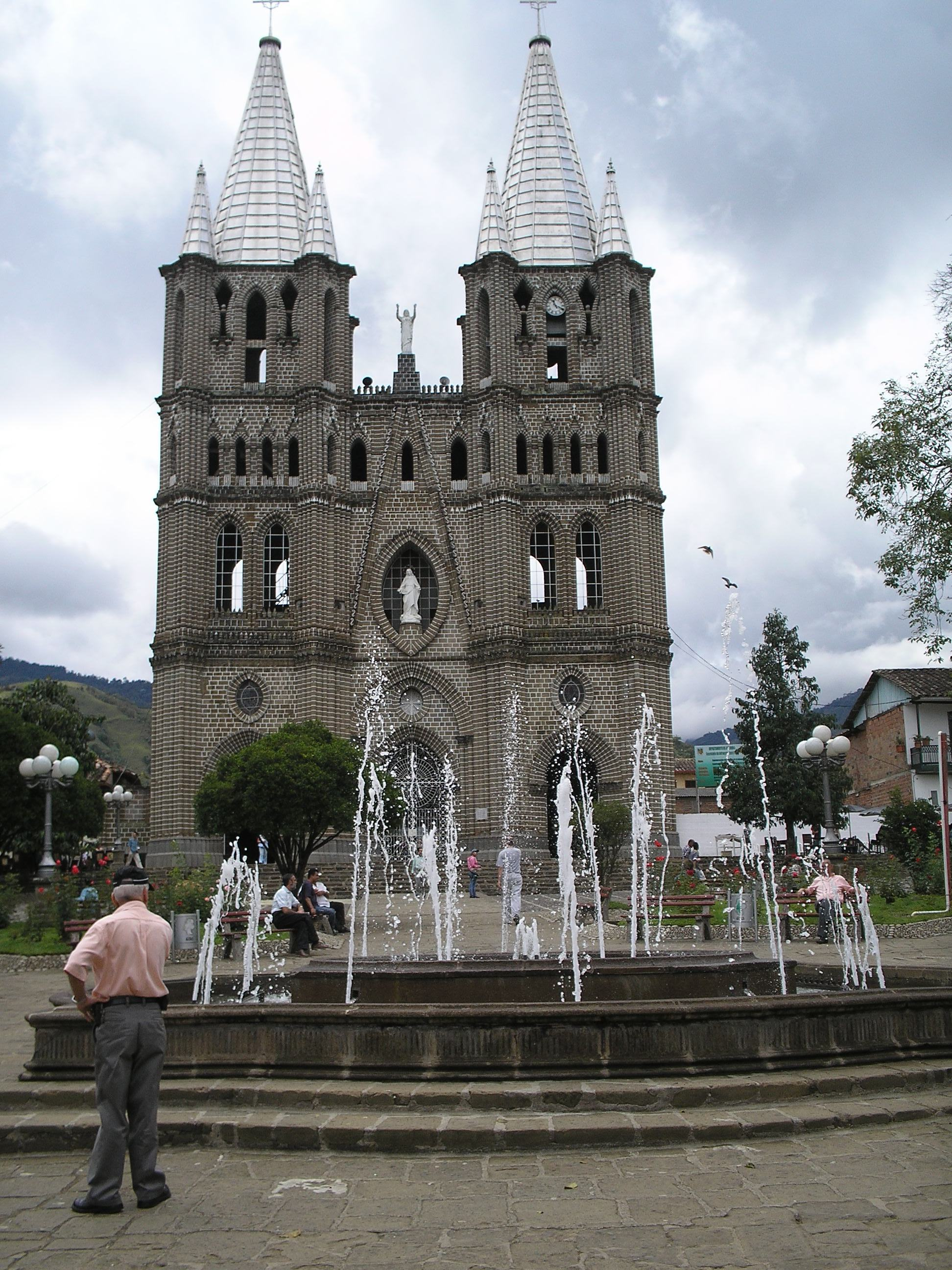
Fachada principal desde el Parque El Libertador.

Posee 128 ventanas y claraboyas; 32 capiteles y arcos recubiertos en oro de 18 quilates y dos campanas hamburguesas. Igualmente, fueron fabricados en mármol de Carrara: la estatua de San Juan Bautista, la pila de agua bendita, el altar mayor, el sagrario, el expositorio, 12 ángeles custodios, el púlpito, el baptisterio y las gradas del comulgatorio. Las dos torres y sus cruces son de aluminio.